# Diòmil
Diòmil (en llatí Diomilus, en grec antic Διόμιλος) fou un militar d'Andros que per raons desconegudes es va refugiar a Siracusa.
Probablement tenia una bona reputació militar, i se li va donar el comandament d'una força de sis-cents homes a la primavera del 414 aC, a l'època del Setge de Siracusa per Atenes. Va morir combatent als atenencs després que desembarquessin a Epipoles, quan tractava de desallotjar-los d'Euríel, segons Tucídides.